# (464252) 2015 DG150
(464252) 2015 DG150 es un asteroide perteneciente al cinturón de asteroides, descubierto el 9 de septiembre de 2007 por el equipo Spacewatch desde el Observatorio Nacional de Kitt Peak (Arizona, Estados Unidos).